# Проспект Пятилеток
Проспект Пятиле́ток — улица в Невском районе Санкт-Петербурга. Начало проспекта расположено на перекрёстке проспекта Большевиков, улицы Коллонтай и Российского проспекта, проходит до улицы Ворошилова, по проекту он должен продолжаться до улицы Ванеева.

## История
Название проспекту было присвоено 3 марта 1975 года «в честь пятилетних планов развития народного хозяйства СССР, в продолжение революционной темы, принятой для этого района». Фактически проспект появился лишь в 1991 году.
В 2010—2011 годах участок проспекта Пятилеток от улицы Джона Рида до улицы Ворошилова был расширен с двух до шести полос, таким образом ширина проспекта на всём его протяжении стала одинаковой.

## Пересекает следующие улицы
- улица Коллонтай
- проспект Большевиков
- Российский проспект
- Клочков переулок
- улица Джона Рида
- улица Ворошилова

## Здания
- Ледовый дворец

## Галерея

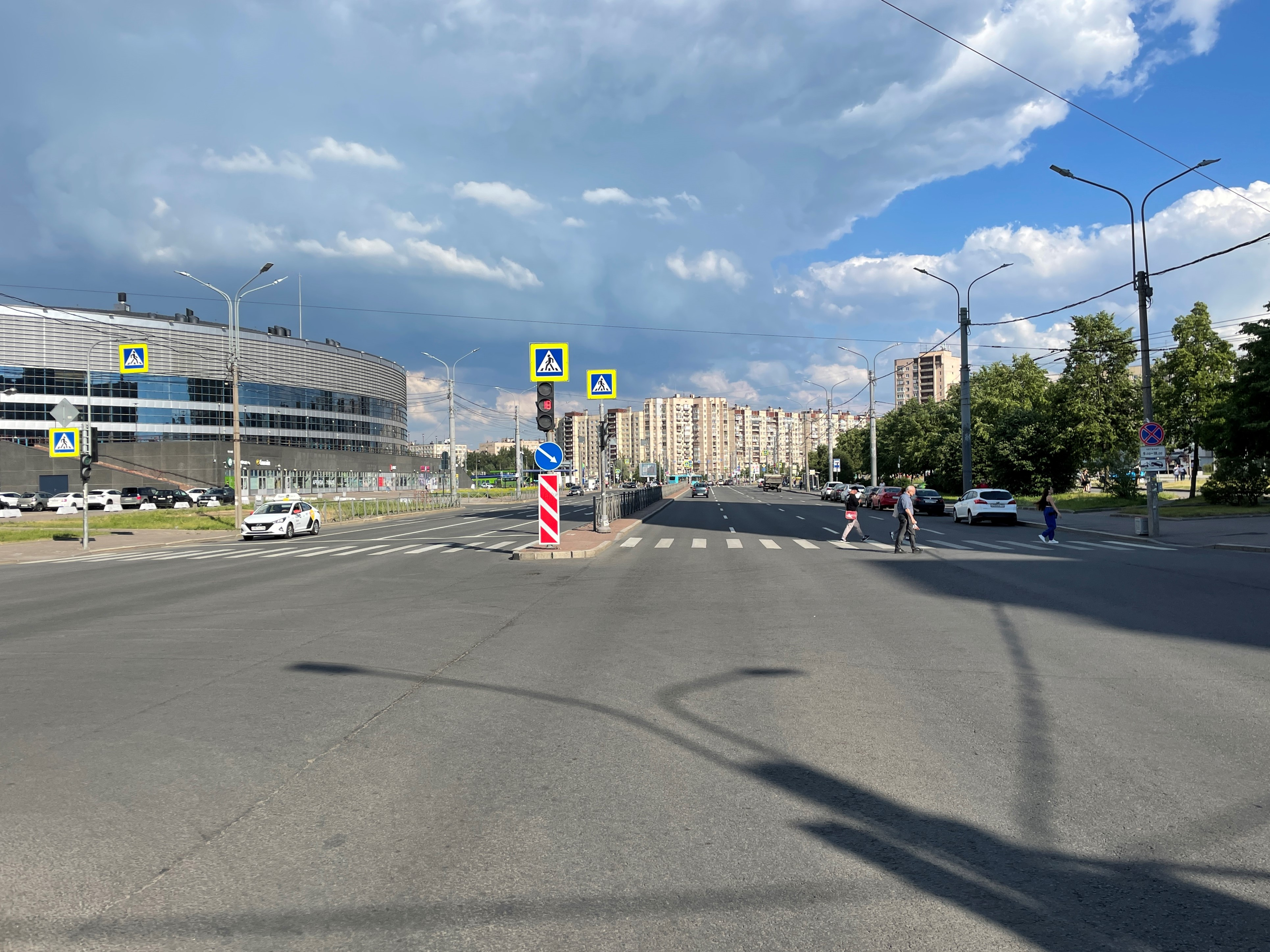
Вид в сторону метро
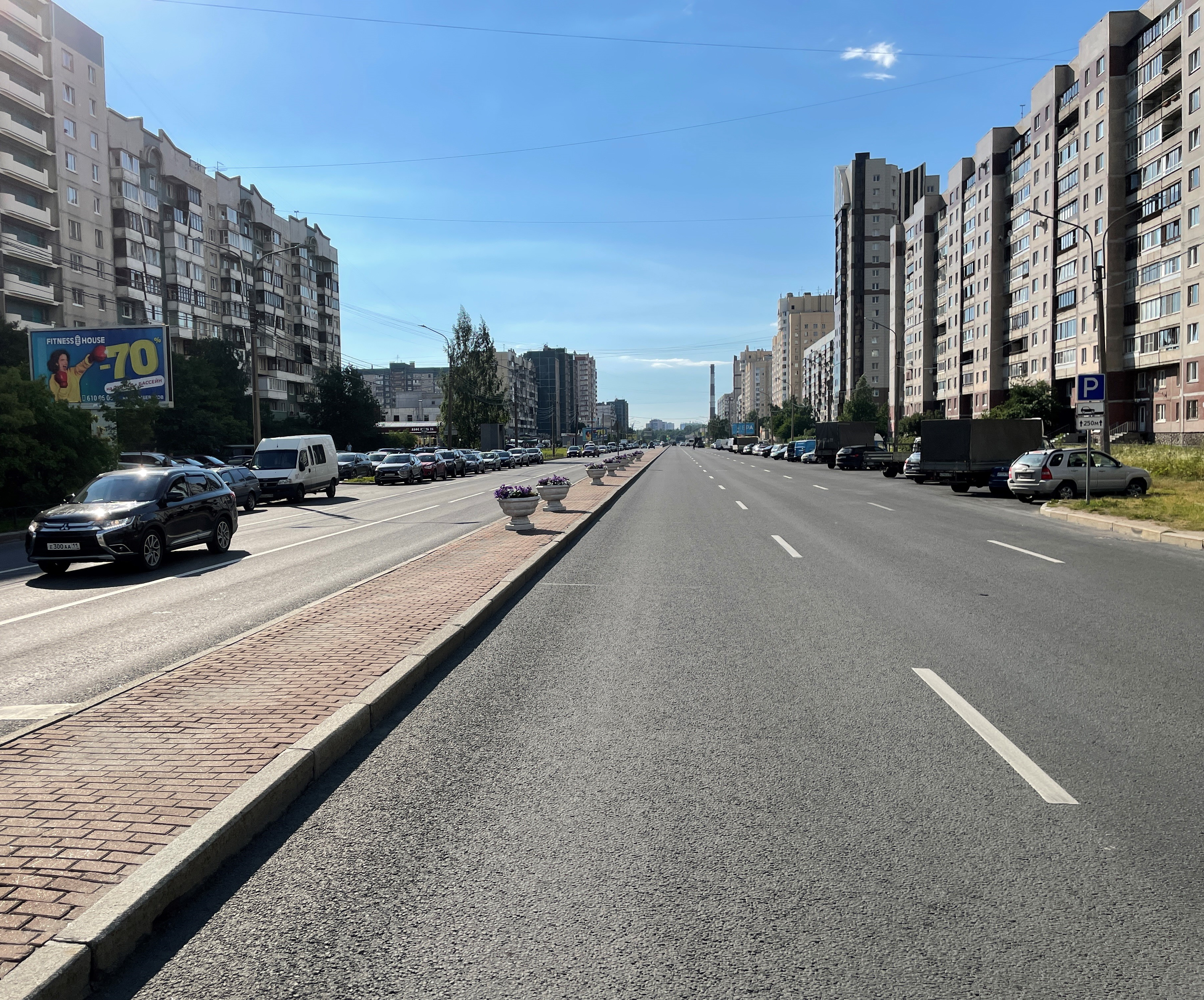
Вид в сторону улицы Ворошилова
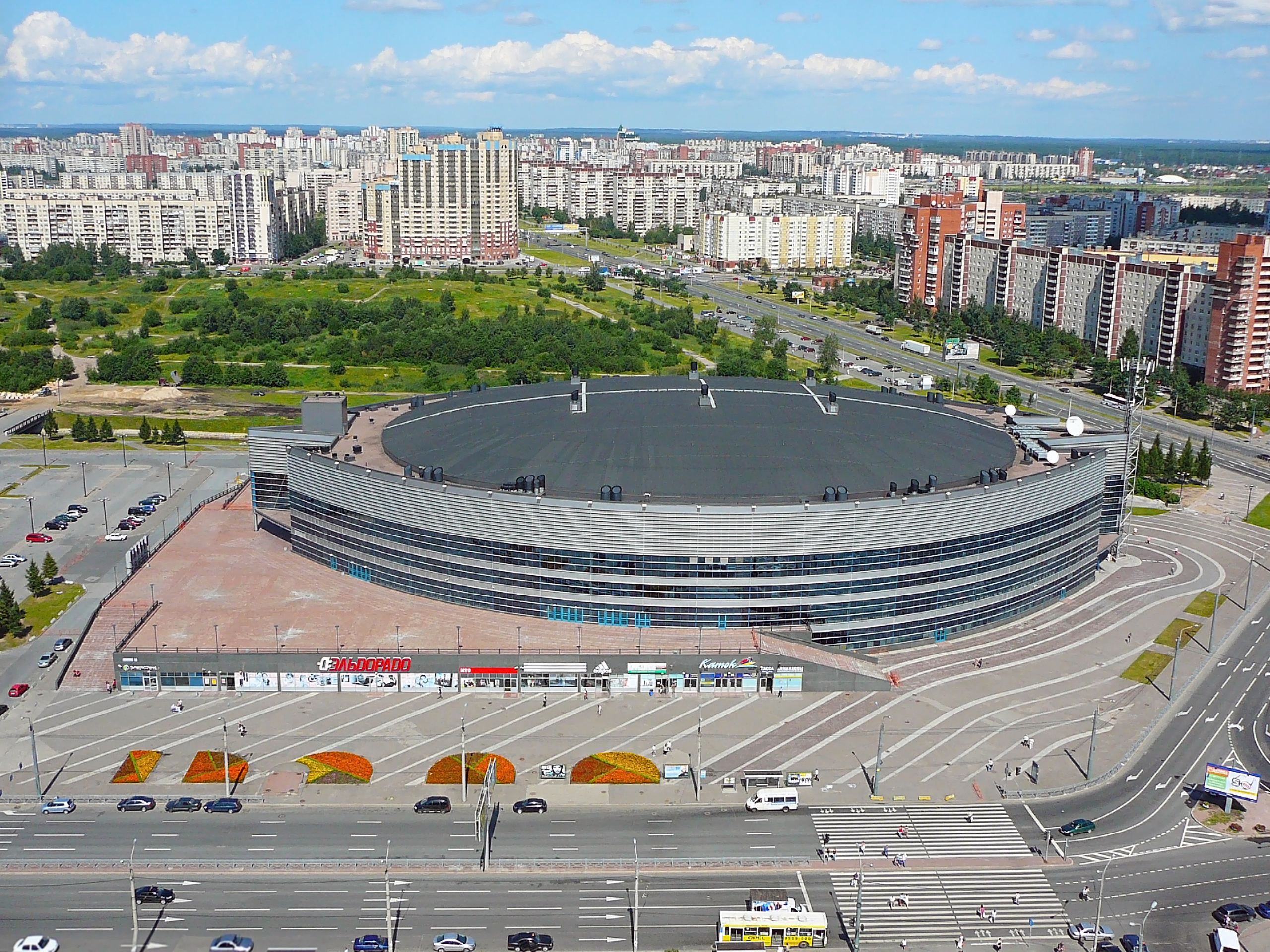
Ледовый дворец в начале проспекта